# 나카쓰마촌 (이바라키현)
나카쓰마촌(中妻村)은 이바라키현 히가시이바라키군에 일찍이 존재했던 촌이다.

## 지리
- 구 우치하라정, 현재의 미토시 서부에 위치한다.
- 촌내에는 구누마강 지류가 흐르고 있다.
- 촌은 대부분 고원지대로 이루어져 있다.

## 역사
- 1889년 4월 1일 - 정촌제 시행에 의해 히가시이바라키군 나카쓰마촌이 성립비하였다
- 1955년 3월 31일 - 시모나카쓰마촌, 고이부치촌과 합병해 우치하라촌이 성립하여 동일 나카쓰마촌은 폐지되었다.
- 1965년 1월 1일 - 우치하라촌이 정으로 승격해 우치하라정이 되었다.
- 2005년 2월 1일 - 우치하라정이 미토시에 편입되었다.

## 인구
</tr

| 1891년 | 1,641 |
| 1920년 | 2,054 |
| 1935년 | 2,156 |
| 1950년 | 2,894 |

## 참고문헌
- 角川日本地名大辞典編纂委員会『가도카와 일본 지명 대사전 8 茨城県』、가도카와 쇼텐、1983年 ISBN 4040010809